# Benten Film
Benten Film Co., Ltd. (株式会社BENTEN Film Kabushiki-gaisha Benten Fuirumu?), anteriormente conocida como Gaina Co., Ltd. (株式会社ガイナ Kabushiki-gaisha Gaina?), y también conocido como Fukushima Gainax (福島ガイナックス Fukushima Gainakkusu?), es un estudio de animación japonés.

## Establecimiento

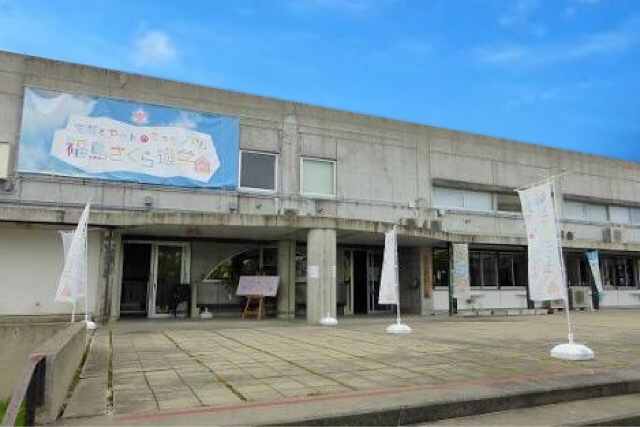
Frontis del museo de anime de Fukushima operado por Fukushima Gaina

En 2015, Gainax  estableció una nueva compañía  para dirigir un estudio y museo en Miharu, Fukushima para realizar de trabajos de subcontratación en el extranjeo y dirigir el museo. El objetivo y la ubicación se hicieron para ayudar al turismo en la región debido al accidente nuclear de Fukushima I en 2011.  En diciembre de 2015, Fukushima Gainax y Gainax se convirtieron en empresas independientes sin ninguna relación entre ellas, además del nombre de Gainax, y la empresa ingresó posteriormente a sus propios proyectos.
En septiembre de 2016, la compañía estableció una nueva subsidiaria en Tokio. En agosto de 2018, la compañía trasladó su sede a su subsidiaria en Tokio, convirtiéndola en la empresa principal mientras transfirió el control del museo en Fukushima a su nueva compañía llamada Fukushima Gaina el mismo mes. El 20 de agosto, se anunció que el grupo Kinoshita adquirió la compañía y que la compañía cambió su nombre a Gaina con su nueva compañía matriz planeando hacer de la nueva subsidiaria un pilar de su producción de anime para expandir su negocio.
En agosto de 2025, Kinoshita Group Holdings vendió Gaina a la empresa de animación de IA Creator's X y Gaina cambió su nombre a Benten Film Co., Ltd. (株式会社BENTEN Film Kabushiki-gaisha Benten Fuirumu?).

## Trabajos

### Series de televisión
| Año  | Título                             | Director                | Fecha de primera transmisión | Fecha de última transmisión | Eps. | Notas                                                                            | Refs.         |
| ---- | ---------------------------------- | ----------------------- | ---------------------------- | --------------------------- | ---- | -------------------------------------------------------------------------------- | ------------- |
| 2018 | Piano no Mori                      | Makoto Isshiki          | 9 de abril de 2018           | 2 de julio de 2018          | 12   | Adaptación del manga escrito e ilustrado por Makoto Isshiki.                     | [ 5 ]         |
| 2019 | Piano no Mori 2nd Season           | Makoto Isshiki          | 28 de enero de 2019          | 15 de abril de 2019         | 12   | Secuela de Piano no Mori.                                                        | [ 6 ]         |
| 2022 | Kumichō Musume to Sewagakari       | Itsurō Kawasaki         | 7 de julio de 2022           | 22 de septiembre de 2022    | 12   | Adaptación del manga escrito e ilustrado por Tsukiya. Coproducción junto a Feel. | [ 7 ]         |
| 2022 | Hanabi-chan wa Okuregachi          | Hiromitsu Kanazawa      | 10 de julio de 2022          | 25 de septiembre de 2022    | 12   | Adaptación del manga escrito por Ranpu Shirogane e ilustrado por Mamimu          | [ 8 ] [ 9 ]   |
| 2023 | Flaglia: Natsuyasumi no Monogatari | Itsurō Kawasaki         | 17 de enero de 2023          | 31 de enero de 2023         | 6    | Parte de un proyecto de medios mixtos japonés .                                  | [ 10 ]        |
| 2024 | Grendizer U                        | Mitsuo Fukuda Shun Kudō | 6 de julio de 2024           | 28 de septiembre de 2024    | 13   | Historia original.                                                               | [ 11 ]        |
| 2025 | Baban Baban Ban Vampire            | Itsurō Kawasaki         | 11 de enero de 2025          | 29 de marzo de 2025         | 12   | Adaptación del manga escrito e ilustrado por Hiromasa Okujima.                   | [ 12 ] [ 13 ] |
| 2026 | Reincarnation no Kaben             | Shun Kudō               | 2026                         | —                           | —    | Adaptación del manga escrito e ilustrado por Mikihisa Konishi.                   | [ 14 ]        |
| —    | Rescue Academy                     | —                       | —                            | —                           | —    | Historia original.                                                               | [ 15 ] [ 16 ] |

### Original Net Anime (ONA)
| Año  | Título                                       | Director        | Eps. | Notas                                           | Refs.  |
| ---- | -------------------------------------------- | --------------- | ---- | ----------------------------------------------- | ------ |
| 2015 | Mirai e no Kakehashi: Bridge for Future      | Yoshinori Asao  | 6    | Historia original.                              | [ 17 ] |
| 2016 | Mirai e no Tegami: Kono Michi no Tochuu kara | Yoshinori Asao  | 2    | Historia original.                              |        |
| 2016 | Omoi no Kakera                               | Yoshinori Asao  | 1    | Historia original.                              | [ 18 ] |
| 2016 | Masamune Datenicle                           | Yoshinori Asao  | 1    | Historia original. Coproducción junto a Gainax. | [ 19 ] |
| 2017 | Jinryoku Senkan!? Shiokaze Sawakaze          | Tooru Yoshida   | 3    | Historia original.                              |        |
| 2019 | Aihime Megohime                              | Mitsuo Fukuda   | 3    | Historia original.                              |        |
| 2020 | Cap Kakumei Bottleman                        | Itsurō Kawasaki | 25   | Historia original.                              | [ 20 ] |

### Películas
| Año | Título                          | Director        | Notas              | Refs.  |
| --- | ------------------------------- | --------------- | ------------------ | ------ |
| —   | Uru in Blue                     | Hiroyuki Yamaga | Historia original. | [ 21 ] |
| —   | Akubi wo Suru ni wa Wake ga Aru | —               | Historia original. | [ 21 ] |
| —   | Gunbuster 3                     | —               | Historia original. | [ 21 ] |

### Realizados por Fukushima Gaina

#### Series de televisión
| Año  | Título               | Director | Fecha de primera transmisión | Fecha de última transmisión | Eps. | Notas                      | Refs.                |
| ---- | -------------------- | -------- | ---------------------------- | --------------------------- | ---- | -------------------------- | -------------------- |
| 2019 | Hulaing Babies       | Ikoma    | 11 de enero de 2019          | 29 de marzo de 2019         | 12   | Historia original.         | [ 22 ] [ 23 ] [ 24 ] |
| 2020 | Hulaing Babies☆Petit | Ikoma    | 8 de enero de 2020           | 25 de marzo de 2020         | 12   | Spin-off de Hulaing Babies | [ 25 ]               |

#### ONA
| Año  | Título                    | Director       | Eps. | Notas              | Refs. |
| ---- | ------------------------- | -------------- | ---- | ------------------ | ----- |
| 2018 | Tabechattate Ii No ni na! | Yoshinori Asao | 8    | Historia original. |       |